# Occupation russe de l'oblast de Kherson

Contrôle russe de l'Ukraine à partir du 22 septembre 2022.

L'occupation russe de l'oblast de Kherson est une occupation en cours, qui a commencé le 2 mars 2022, après que les forces russes ont capturé la ville de Kherson et l'oblast de Kherson, lors de l'invasion russe de l'Ukraine. Ces captures marquent le début d'une occupation militaire, qui s'est transformée en un gouvernement de facto pour la ville de Kherson.
Le 27 septembre 2022, à la suite des référendums de 2022 en Ukraine occupée, les autorités d'occupation déclarent l'indépendance de l'oblast sous le nom d'oblast de Kherson. Celle-ci est reconnue deux jours plus tard par la Russie. L'État autoproclamé cesse d'exister le 30 septembre, lorsqu'il est annexé à la Russie en même temps que les autres territoires occupés.
Après la perte de Kherson par les Russes fin 2022, le centre administratif temporaire des forces d'occupation russes est désormais Henitchesk. La Russie revendique cependant toujours Kherson comme capitale officielle,.

## Déroulement

### Début de l'occupation
Peu de temps après la capture de Kherson, le ministère russe de la Défense déclare que des pourparlers entre les forces russes et les administrateurs de la ville concernant le maintien de l'ordre étaient en cours. Un accord est conclu selon lequel le drapeau ukrainien serait toujours hissé dans la ville pendant que la Russie établissait la nouvelle administration. Kolykhaiev annonce de nouvelles conditions pour les habitants de la ville : les citoyens ne sont autorisées à sortir que pendant la journée et il leur est interdit de se rassembler en groupe. De plus, les voitures ne sont autorisées à entrer dans la ville que pour fournir de la nourriture et des médicaments ; ces véhicules doivent rouler à des vitesses minimales et sont soumis à des fouilles. Les habitants sont avertis qu'ils ne doivent pas « provoquer » les soldats russes et doivent obéir aux ordres.

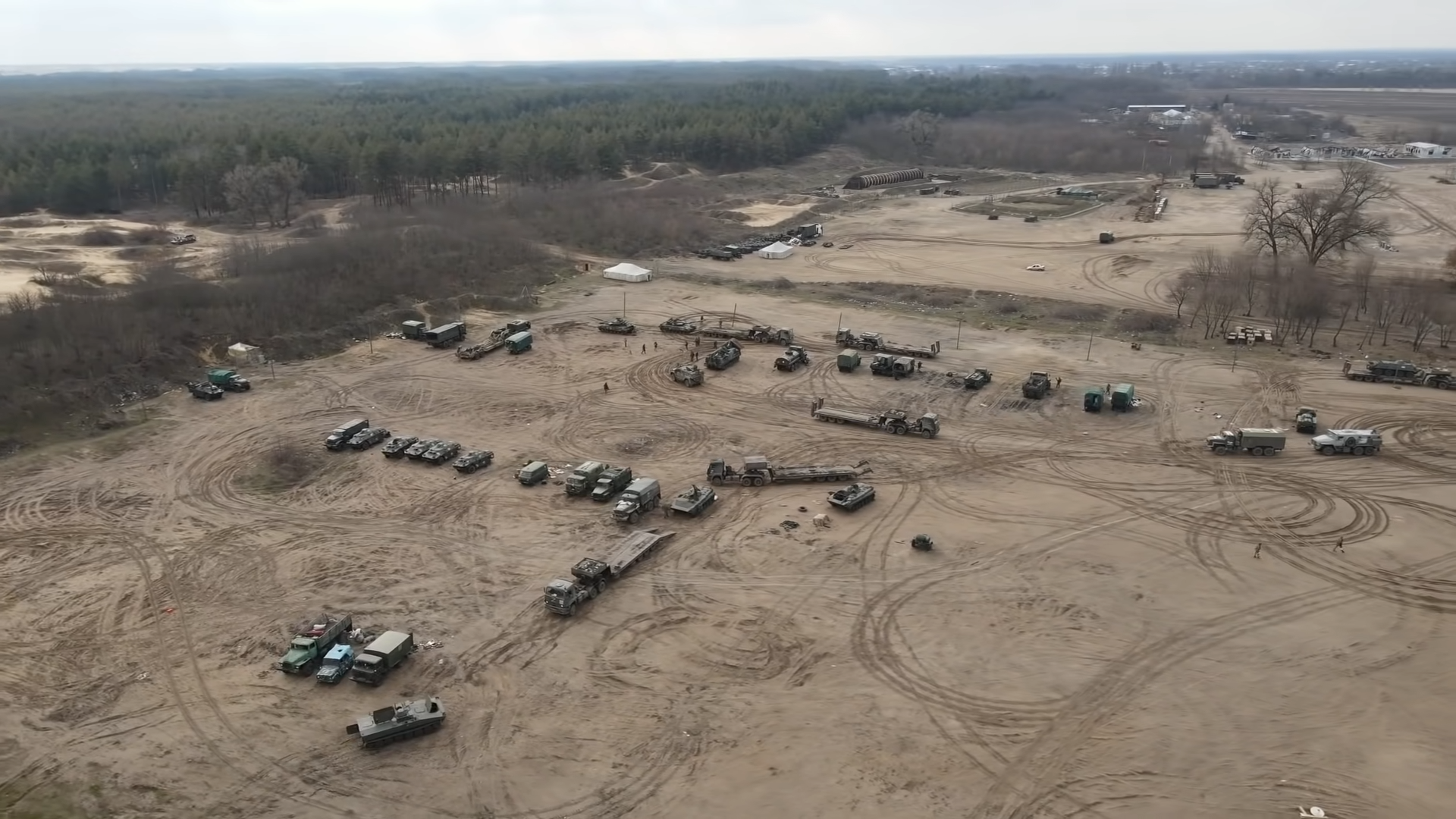
Des militaires russes ont pris le contrôle d'une base militaire des Forces armées ukrainiennes près du village de Radensk, dans la région de Kherson

Le 4 mars, un habitant de Kherson est apparu sur CNN où il a déclaré que des soldats russes avaient violé 11 femmes à Kherson, puis 6 ont été tuées, dont une adolescente violée,. Le chef de l'administration russe de Kherson rejette ces allégations, déclarant qu'il s'agit de désinformation.
Le 5 mars, Kolykhaiev affirme qu'il n'y a pas de résistance armée dans la ville et prétend que les troupes russes sont « tout à fait installées ». Il demande de l'aide humanitaire, déclarant que la ville manquait d'électricité, d'eau et de médicaments. Plus tard dans la journée, environ 2 000 manifestants défilent dans le centre-ville. Les manifestants agitent des drapeaux ukrainiens, chantent l'hymne national et scandent des slogans patriotiques. Une vidéo montre des soldats russes tirant en l'air pour disperser les manifestants. Les forces russes auraient une liste d'activistes ukrainiens de Kherson à arrêter. Le 9 mars, l'état-major des forces armées ukrainiennes déclare que la Russie a arrêté plus de 400 personnes à Kherson en raison des manifestations en cours.
Le 12 mars, des responsables ukrainiens affirment que la Russie prévoyait d'organiser un référendum à Kherson pour établir une « république populaire de Kherson », semblable à la « république populaire de Donetsk » et à la « république populaire de Lougansk ». Le chef adjoint du Conseil de l'oblast de Kherson affirme que l'armée russe a appelé tous les membres du conseil et leur avait demandés de coopérer. Lioudmyla Denissova, l'ombudsman d'Ukraine, déclare que ce référendum serait illégal, car « en vertu de la loi ukrainienne, toute question territoriale ne peut être résolue que par un référendum national ». Plus tard dans la journée, le Conseil de l'oblast de Kherson adopte une résolution qui déclare le référendum illégal.
Le 13 mars, le journal ukrainien Ukrayinska Pravda rapporte que plusieurs milliers de personnes à Kherson avaient pris part à une manifestation. Les soldats russes dispersent la manifestation en tirant des coups de feu, des grenades assourdissantes et des balles en caoutchouc, blessant plusieurs personnes,.

### Contre-offensive ukrainienne
Le 23 mars, les forces ukrainiennes lancent des contre-attaques contre les forces russes dans l'oblast de Kherson,. Le 25 mars, un haut responsable américain de la Défense affirme que les forces russes n'ont plus le contrôle total de Kherson alors que les Ukrainiens se battent « avec acharnement » pour récupérer la ville. Cependant, les Ukrainiens de Kherson « ont remis en question l'évaluation du Pentagone, affirmant que la ville restait aux mains des Russes ». CNN rapporte que la situation dans la ville restait inchangée, citant des habitants confirmant que Kherson était sous contrôle russe total. Selon un habitant, les forces russes n'avaient perdu que quelques villages dans la province, tandis que CNN avait rapporté plus tôt que la contre-offensive ukrainienne se déroulait dans la partie la plus septentrionale de la région.
Le 20 avril, les médias régionaux d'Odessa rapportent qu'un blogueur prorusse, Valeri Koulechov, a été tué par des partisans ukrainiens à Kherson.
Le 23 avril 2022, le ministère ukrainien de la Défense revendique une attaque contre un poste de commandement russe de la 49e armée combinée près de Kherson, tuant deux généraux et en blessant grièvement un. Les noms des deux généraux n'ont pas été dévoilés,.
Le 24 avril 2022, le Commandement opérationnel ukrainien Sud signale que l'armée ukrainienne a libéré huit localités dans l'oblast de Kherson.
Depuis le 26 avril, Vladimir Saldo est de facto gouverneur de l'oblast, installé par les forces russes.
Le 7 mai, la Commissaire aux droits humains du Parlement ukrainien, Liudmyla Denisova, affirme que les occupants recherchent « une intégration maximale à la fédération de Russie ». Cela inclut la mise en circulation du rouble russe, la restauration du réseau ferroviaire avec la péninsule de Crimée annexée, la mise en place de départements locaux, l'octroi de la nationalité russe aux habitants, ou la restauration du blason régional datant de l'Empire russe. L'opposition à ces mesures conduirait à des actes de torture.
Prélude à l'annexion, les autorités d'occupation annoncent la délivrance de passeports russes aux habitants, ainsi que le passage au rouble.

## Politique et administration

Composition de la Douma régionale :
Russie unie (28)
KPRF (4)
LDPR (3)
SRZP (1)

Le 18 avril, Vladimir Saldo a quant à lui été nommé gouverneur de l'oblast,.
Le 29 septembre 2022, conformément à l'annonce des résultats aux référendums, Vladimir Poutine signe des décrets reconnaissant l'indépendance des régions de Kherson et de Zaporijjia. Le 30 septembre, le président russe prononce l'annexion de ces dernières ainsi que des républiques populaires de Donetsk et de Lougansk. L'annexion est formalisée le 5 octobre.
Après le retrait russe de la ville de Kherson, Alexandre Fomine (en) déclare le 12 novembre que la capitale provisoire de la région sera Henitchesk, près de la flèche d'Arabat.